# Sainte Famille (Vasari)
Pour les articles homonymes, voir Sainte-Famille.
Sainte Famille est un tableau réalisé par le peintre italien Giorgio Vasari vers 1544. De format vertical, cette huile sur bois est une peinture chrétienne qui représente la Sainte Famille devant un fond noir. Son regard baissé vers l'Enfant Jésus, qui dort nu sur ses cuisses, Marie y figure assise entre Anne et Joseph. L'œuvre fait partie des collections du musée du Louvre, à Paris, en France. Elle se trouve depuis 1811 en dépôt au musée de Grenoble, à Grenoble, en Isère,.